# 東洋史
東洋史（とうようし、英語: Oriental History）は、東洋の歴史。日本や韓国の歴史学や歴史教育では国史、西洋史と並ぶ三領域の一つ。
現在の日本の慣例ではおおむねヨーロッパ地域を除くマグリブから極東アジアにかけての北アフリカ、ユーラシア大陸（ただし）および周辺諸島の歴史を扱う。

## 日本の東洋史学
日本における東洋史の概念は、明治期に成立した。ヨーロッパにならった高等教育機関の設置の際、歴史学の分野は国史、東洋史、西洋史の三部門に分けられた。徳川時代までは、漢学の中で中国や朝鮮など東北アジアの歴史研究が行われており、これが帝国時代になると近代的大学制度に包含されるときに東洋史に分類された。ここに日本における東洋史の複雑な性格が生まれることになる。
すなわちヨーロッパ的意味合いをもつ「東洋史」と従来の日本の中国史を中心とする東アジア史の複合する歴史分野となったのである（ただし、中東史の中でも、特に、メソポタミアと古代エジプトの文明を中心とした古代オリエントから、アレクサンドロス大王の東征とヘレニズム世界の成立、ローマ帝国による中東の支配、キリスト教の成立とその普及、ローマ帝国分裂後の東ローマ帝国とサーサーン朝が抗争の時代まで、即ちイスラーム成立以前の歴史は、ヨーロッパの古代ギリシア史・古代ローマ史と相互に関連し、また、キリスト教の成立・普及の歴史とも関連している。史料も、ヘロドトス『歴史』などのようにギリシア語・ラテン語の文献に基づくことが多いために、日本では東洋史の枠組みには入らず考古学や西洋古典史の枠組みに入ることが多い）。
もちろん日本では、東アジア史研究の蓄積と人材が圧倒的に分厚く、インドや中央アジア、西アジア、北アフリカの史学研究は第二次世界大戦前までほとんど顧みられることなく、わずかにヨーロッパ語圏での研究が移入されるなど細々と行われたに過ぎなかった。
結果的に東洋史（東洋学）は、中国史（中国学）研究を中心とする非西洋・非日本の歴史分野全般を扱うものとなったのである。東京大学と京都大学及び、大日本帝国時代の東方文化学院の東西2ヵ所の研究所の流れをくむ東京大学東洋文化研究所と京都大学人文科学研究所が研究の軸である。20世紀の著名な研究者に那珂通世や内藤湖南、白鳥庫吉、桑原隲蔵、羽田亨、宮崎市定などがいる。東京の東洋文庫や京都大学人文科学研究所附属漢字情報研究センター（旧称・同 東洋学文献センター）が、世界的な規模の東洋学関連資料を文献資料を収蔵している。
エドワード・サイード「オリエンタリズム論」の登場以降、「東洋」という枠組みが問題とされるに従って、日本でも「東洋史」は自明の存在とはみなされなくなった。従来「東洋史」として一括された歴史は東アジア史、東南アジア史、中央アジア史、西アジア史、北アフリカ史などの地域史やイスラーム研究、インド洋世界史（西南アジア史）、中央ユーラシア史のような概念的地域史の枠組みへと移行しつつある。もはや「東洋史」は学問的枠組みというより、大学における講座や学会名などで伝統的に引き継がれている名称となりつつあるとの考え方もある。
オリエンタリズム的問題点への批判が行われる一方、日本での東洋史という広い枠組みは、各国史や狭い意味での地域研究（歴史地理学）へ集中しがちな研究者に広い視野を与えたことは積極的に評価できるとされる。中国史を中心とする東洋史研究の訓練を受けつつ、西アジア・中央アジア方面に目を広げた前嶋信次、護雅夫、加藤九祚らは、日本の中央アジア史やイスラーム研究の祖ともいえるべき存在となっている。このように日本の東洋史という枠組みは各国史に留まらない大きなスケールの歴史像の形成に貢献してきた。現在、日本が世界レベルの研究水準をもつ中央アジア史やモンゴル帝国史は、漢文史料と同時にペルシア語やアラビア語史料を用いる必要があるが、これらの史料を同時に扱える研究者が輩出されたのも日本における東洋史の複合性が関与していることは明らかである。